# Walter Georgi

Walter Georgi: Selbstbildnis (1900)

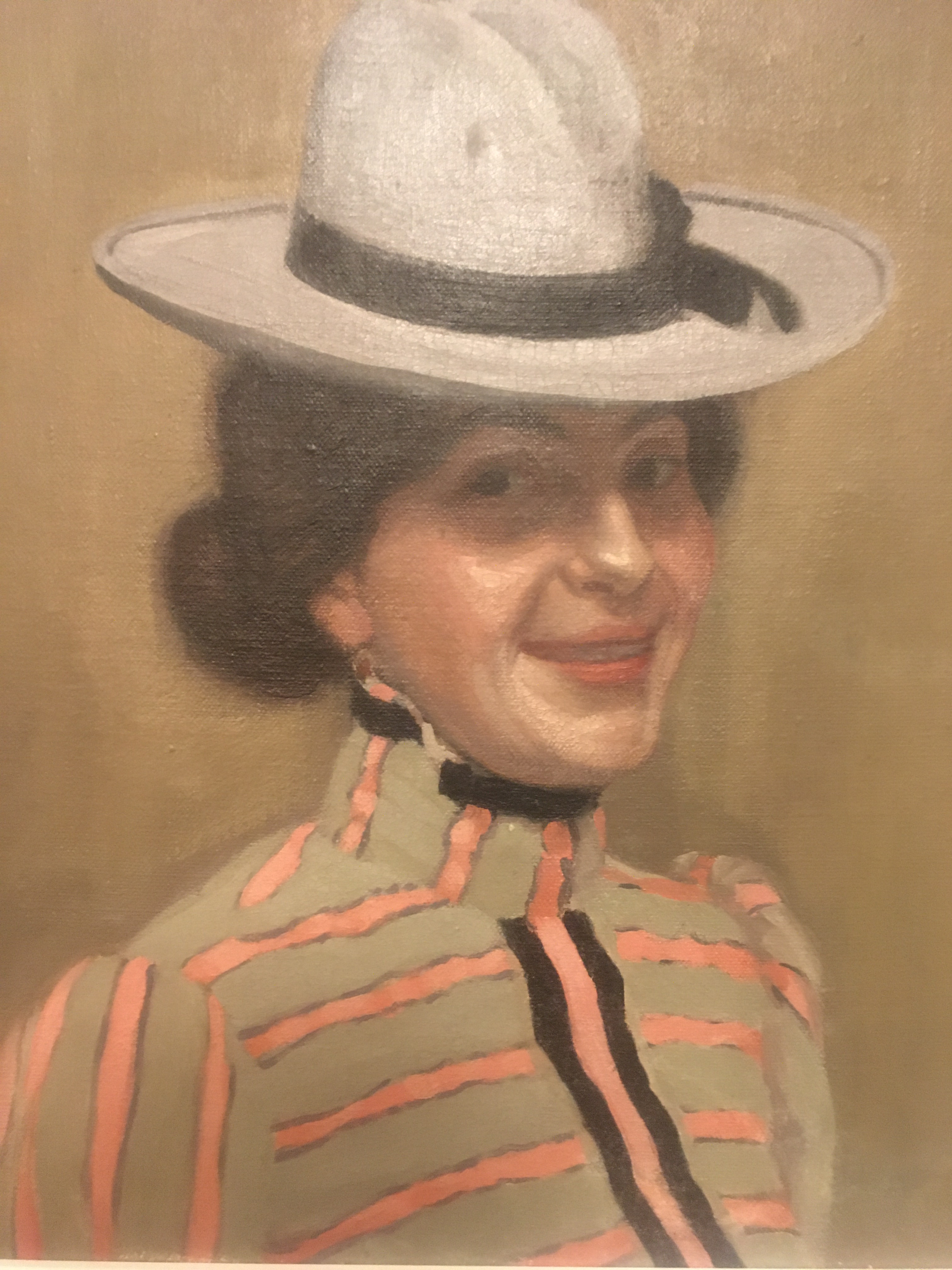
Walter Georgi, Dame mit Hut, Öl auf Leinwand um 1910. Sammlung Kreitmeier

Walter Georgi (* 10. April 1871 in Leipzig; † 17. Juni 1924 in Holzhausen am Ammersee) war ein deutscher Maler und Illustrator.

## Leben

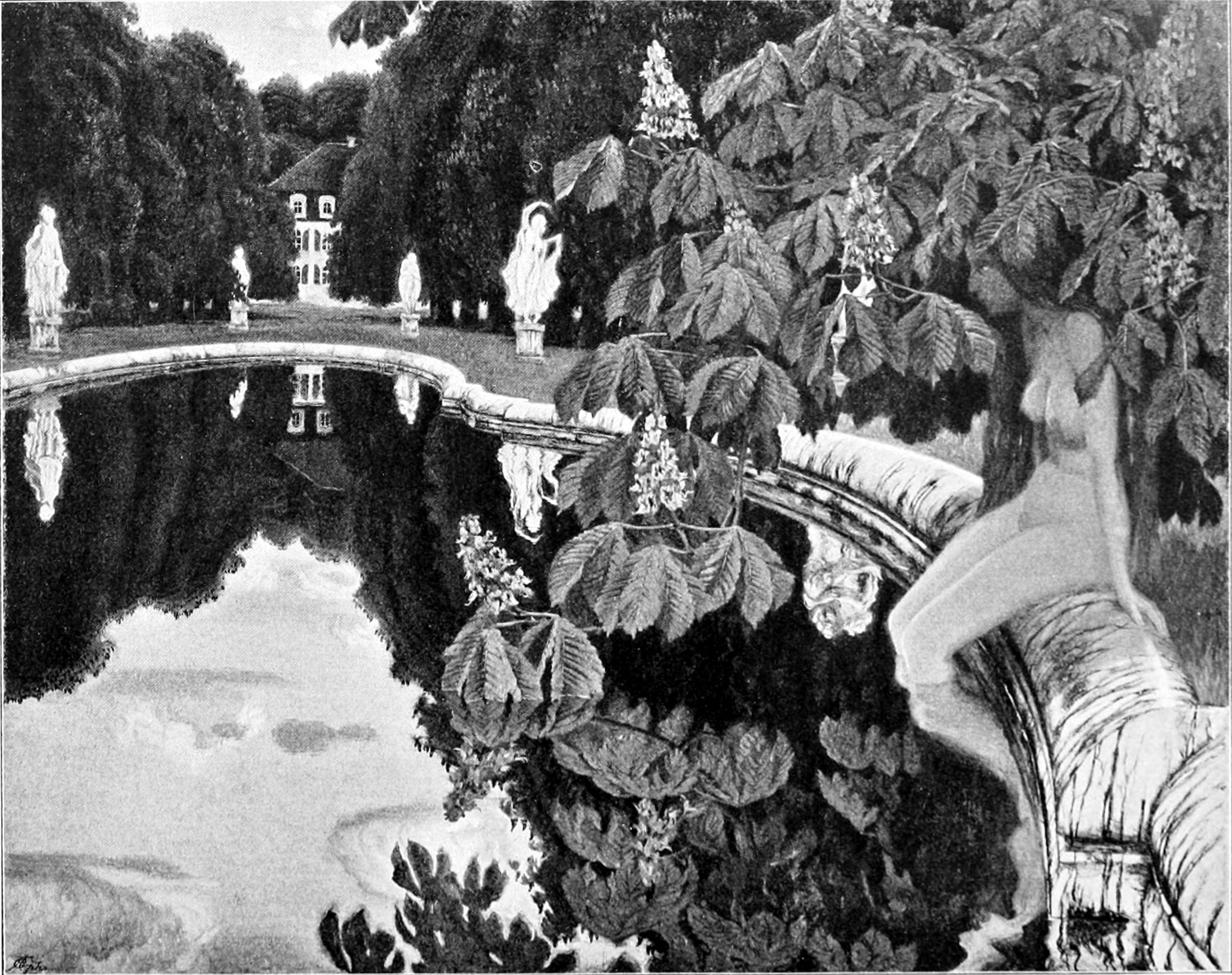
Mittagsstunde

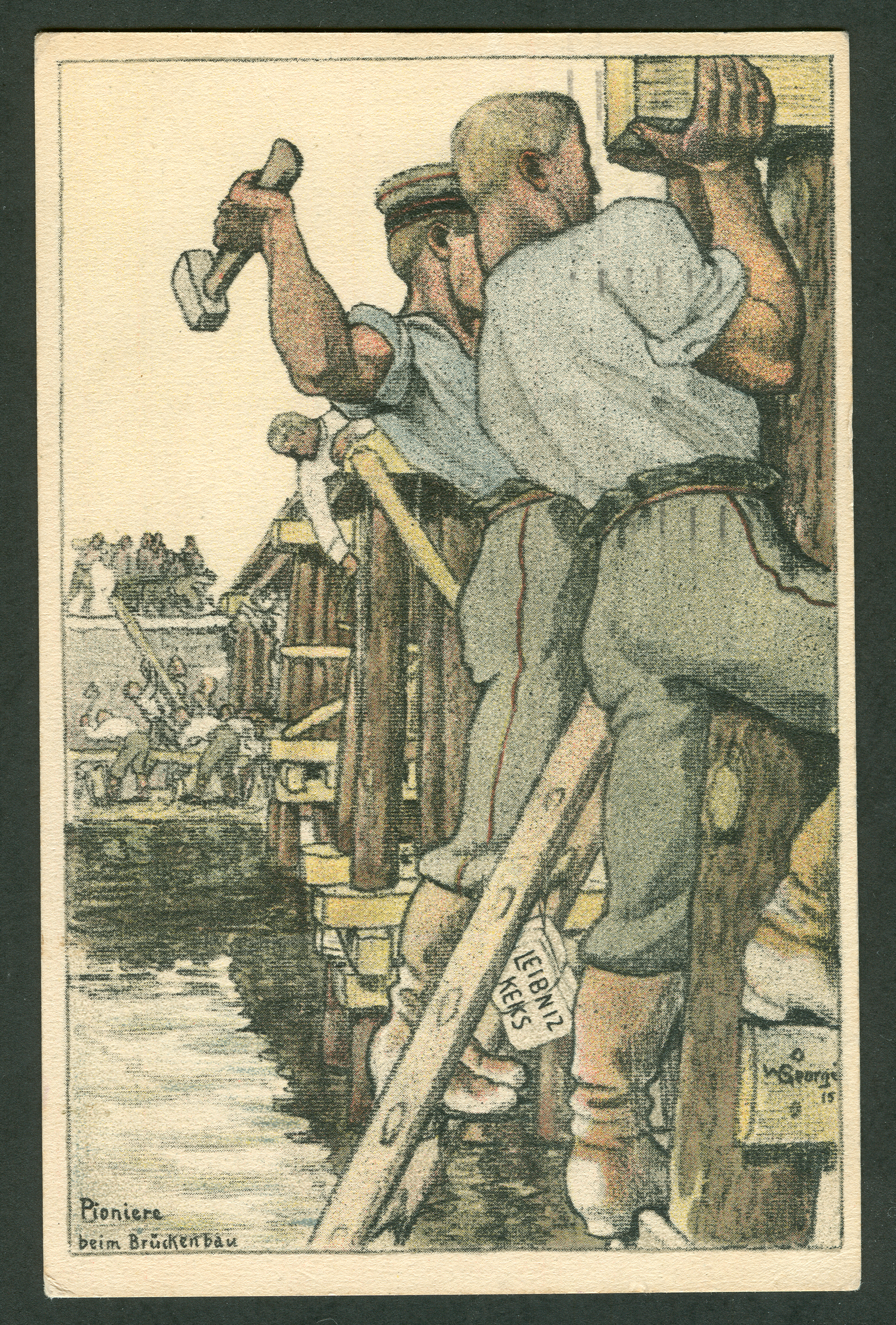
1915, aus der dritten Feldpostkarten-Serie Georgis für Bahlsen: „Pioniere beim Brückenbau“

Der Sohn des Leipziger Oberbürgermeisters Otto Georgi besuchte von Ostern 1882 bis Ostern 1888 das Königliche Gymnasium seiner Vaterstadt. Ab 1890 studierte er bei Paul Wehle an der Kunstakademie Leipzig und 1890/91 an der Kunstakademie Dresden bei Leon Pohle. 1893 kam er zu Paul Hoecker an die Akademie der Bildenden Künste in München.
Ab 1896 wurde er einer der Hauptmitarbeiter der Wochenzeitschrift Die Jugend und des Simplicissimus. Hier kam er mit der „Gruppe G“ in Verbindung und gründete mit deren Mitgliedern 1899 die „Scholle“, um miteinander im Glaspalast ausstellen zu können.
Nach verschiedenen Aufenthalten in Leipzig, Weimar und Düsseldorf ließ sich Georgi schließlich in Holzhausen am Ammersee nieder, wo bald mit anderen Mitgliedern der „Scholle“ eine Künstlerkolonie entstand. 1908 erhielt er eine Professur an der Kunstakademie Karlsruhe, welcher er bis 1919 nachkam. Zu seinen Schülerinnen gehörte die Freiburger Malerin und Bildhauerin Eva Eisenlohr.
Walter Georgi war Mitglied im Deutschen Künstlerbund. 1912 wurde er Mitglied des Werkbundes, 1914 hielt er sich zu Studienaufenthalten in der Bretagne auf. Ab 1914 entwarf Georgi nachweislich 25 Feldpostkarten für die Bahlsen.
Im Alter von 53 Jahren starb Walter Georgi am 17. Juni 1924 in Holzhausen am Ammersee.

## Werke und Ausstellungen
- ab 1899: im Glaspalast München
- 1900: Weltausstellung Paris mit dem Zyklus „Herbsttage“
- 1910: Weltausstellung Brüssel
- 1911: Kuppelfresko in der ehemaligen Benediktinerabtei St. Blasien, Schwarzwald
- 1923: Große Ausstellung der Kunsthandlung Brakl in München
- 1925: Gedächtnisausstellung im Kunstverein Leipzig
- 1941: Gedächtnisausstellung im Lenbachhaus München
- 1994: Neues Stadtmuseum in Landsberg am Lech